# Haloptilus tenuis
Haloptilus tenuis är en kräftdjursart som beskrevs av Farran 1908. Haloptilus tenuis ingår i släktet Haloptilus och familjen Augaptilidae. Inga underarter finns listade i Catalogue of Life.